# Жането фон Таксис
Жането фон Таксис (на немски: Janetto von Taxis; Joannes von Taxis; Johann Daxen, Jenne de Tasche, Janetto de Tassis; на италиански: Jannetto de Tassis; Zanetto de Tassis, Johann Daxen o Jenne de Tasche; на френски: Jeannetto de Tassis; * ок. 1450, Корнело при Бергамо; † 1517 или 8 септември 1518, Пизино, Истрия), е имперски пост-майстер.

## Биография
Той произлиза от лангобраския род Тасо („Даксен“) от Камерата Корнело. Син е на Пасиус де Тасис де Корнело († 1478/96) и съпругата му Тонола де Магнаско († ок. 1504). Брат е на Бернардо († ок. 1504), Рожер(† 1514/15), Иснардус=Леонард, отговаря за пощенския път от Инсбрук за Равена († ок. 1519), Франц, имперски пост-майстер в Брюксел († ок. 1518).
През 1490 г. Жането започва работа при немския крал Максимилиан I, за да му подготвя пощенски и куриерски рутове за Италия, Франция и Бургундска Нидерландия. Още през март той взема при себе си брат си Франц фон Таксис и племенникът му Йохан Баптиста (1470 – 1541), син на брат им Рожер.
През 1504 г. Максимилиан I дава на Жането един дворец и земи в Истрия. От 1490 до 1506 г. Жането е като куриерски майстер на служба при Максимилиан и след това се оттегля в собственостите си в Истрия. Жането е шеф на фамилията procuratore generale della famiglia e società di Tassi.
На 4 февруари 1508 г. Максимилиан I става император. През март 1508 г. венецианците завладяват Истрия и конфискуват собственостите на Жането. За да спаси земите си, той отива на страната на венецианците. Максимилиан отново завладява Истрия и нарежда арестуването на Жането. Той остава затворен до смъртта си в Пизино. През 1517 г. той пише завещание и умира същата година или на 8 септември 1518 г.
Едва през 1524 г. по препоръка на Карл V наследниците на Жането имат право да получат собственостите му.

## Фамилия
Жането се жени за Маддалена и има една дъщеря:
- Катерина, омъжена пр. 1535 г. за Антониус фон Таксис, пост майстер в Аугсбург